# Барон Борик
Барон Борик из Хоксхеда в графстве Ланкашир — наследственный титул в системе Пэрства Соединённого королевства. Он был создан 17 июля 1922 года для британского предпринимателя сэра Роберта Борика, 1-го баронета (1845—1936). Он был председателем компании «George Borwick & Sons Ltd», производившей хлебобулочные изделия и заварные порошки. Компания была основана его отцом Джорджем Бориком. 1 июля 1916 года для Роберта Борика был создан титул баронета из Иден Лейси в графстве Ланкашир. Ему наследовал его старший сын, Джордж Борик, 2-й барон Борик (1880—1941), преемником которого стал его младший брат, Роберт Джеффри Борик, 3-й барон Борвик (1886—1961). Последнему наследовал его сын, Джеймс Хью Майлс Борик, 4-й барон Борик (1917—2007), который не имел сыновей.
По состоянию на 2023 год носителем титула являлся его племянник, Джеффри Роберт Джеймс Борик, 5-й барон Борик (род. 1955), который стал преемником своего дяди в 2007 году. Он является старшим сыном достопочтенного Робина Борика, третьего сына 3-го барона Борика.

## Бароны Борвик (1922)
- 1922—1936: Роберт Хадсон Борик, 1-й барон Борик  (21 января 1845 — 27 января 1936), второй сын Джорджа Борика (1806—1889)[1];
- 1936—1941: Джордж Борик, 2-й барон Борик (22 мая 1880 — 27 января 1941), старший сын предыдущего[2];
- 1941—1961: Роберт Джеффри Борик, 3-й барон Борик (1 июля 1886 — 30 января 1961), младший брат предыдущего[3];
- 1961—2007: Джеймс Хью Майлс Борик, 4-й барон Борик (12 декабря 1917 — 19 апреля 2007), единственный сын предыдущего от первого брака[4];
- 2007 — настоящее время: Джеффри Роберт Джеймс Борик, 5-й барон Борик (род. 7 марта 1955), старший сын достопочтенного Робина Сандбача Борвика (1927—2003), племянник предыдущего[5];
  - Наследник титула: достопочтенный Эдвин Дэннис Уильям Борик (род. 1984), старший сын предыдущего[6].